# Сул-Санаг-Айн
Эта статья — об автономном государственном образовании, существовавшем с 2010 по 2012 год. Статья о государстве на территории провинций Сул, Санаг и Айн, существовавшем в 2008—2009 гг., — Нортленд (Сомали). Статья о современном государстве на данной территории — Хатумо

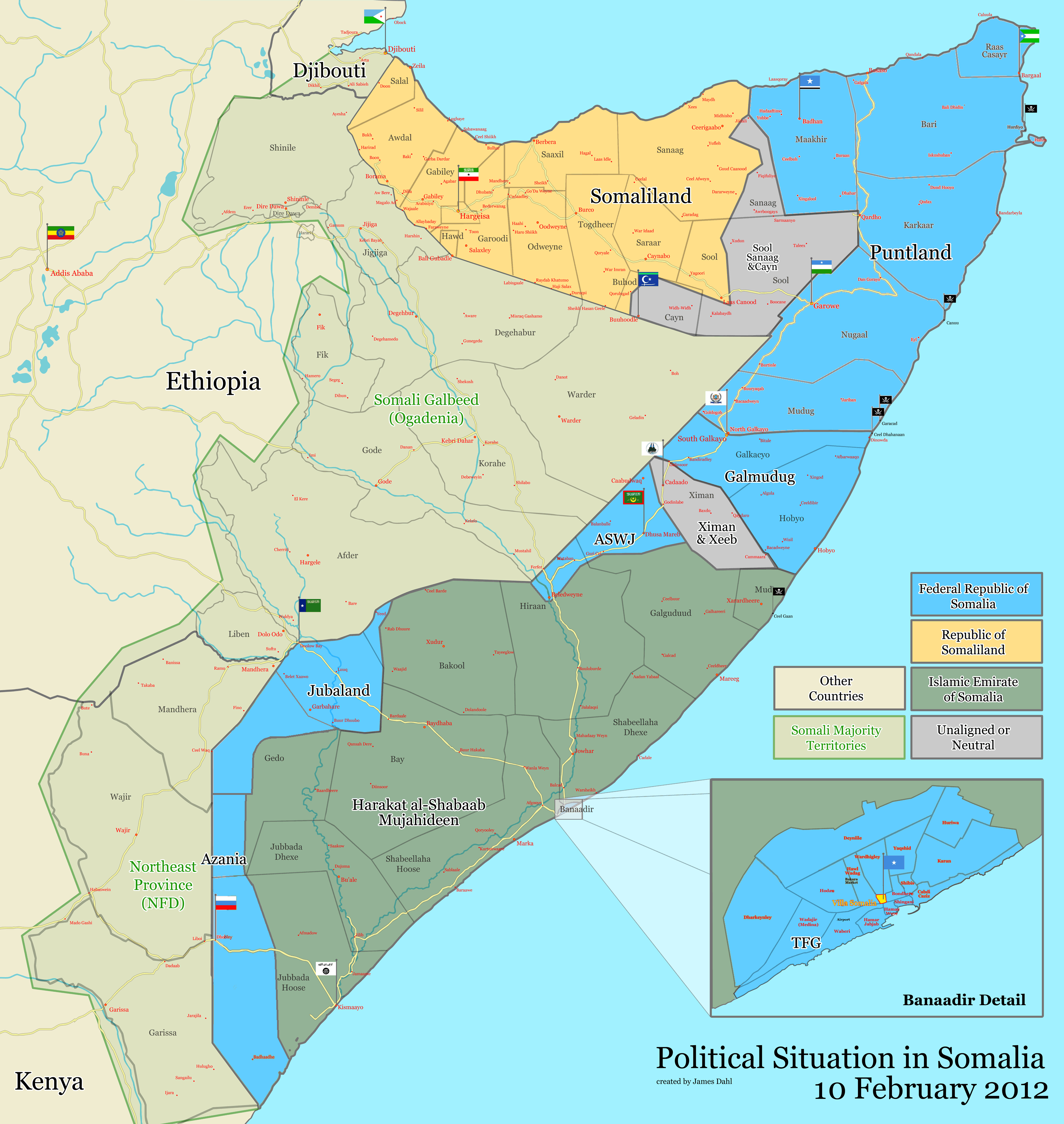
Карта Сомали (февраль, 2012)

Сул-Санаг-Айн (сомал. Sool Sanaag Cayn (SSC), англ. Sool Sanaag Ayn) — бывшее самопровозглашённое автономное государство в северной части африканского полуострова Сомали на территории восточной части бывшей колонии Британское Сомали. Признавалось международным сообществом частью фактически несуществующего государства Сомали. Одновременно с этим на данную территорию претендовали соседние непризнанные государства: Сомалиленд и Пунтленд. Столица — город Ласъанод (иногда употребляется вариант Лас-Анод), с 2007 года находящийся под контролем Сомалиленда. Борьбу за создание автономии в составе единого Сомали ведёт организация HBM-SSC (Hoggaanka Badbaadada iyo Mideynta SSC), являющаяся по сути армией Сула, Санага и Айна. Основной союзник HBM-SSC — соседний Пунтленд. Противники — Сомалиленд и Эфиопия. В 2012 году на месте Сул-Санаг-Айна была создана автономия Хатумо в составе Сомали, по-прежнему являвшаяся предметом территориального спора между Сомалилендом и Пунтлендом и к середине 2014 года частично захваченная первым из них.

## Экономика
Экономика Сул-Санаг-Айна базируется на скотоводстве, а также на коммуникационных компаниях. Налог, собираемый с операторов мобильной связи, составляет около 40 % поступлений в бюджет. Ещё не так давно экономика региона была более разнообразной, шло производство продуктов питания, кожных и косметических изделий, которые поставлялись на экспорт. Однако, с началом гражданской войны экономика пришла в упадок. Доступ сомалийских мясных продуктов фактически закрыт в страны Аденского залива, поэтому экономического развития в этой сфере практически не происходит.

## Административное деление
Государство состояло из трёх регионов: Сула, Санага и Айна. Регионы Сул и Санаг являлись полноценными регионами (то есть были признаны таковыми федеральным правительством), в то время как Айн был самопровозглашённым регионом, формально входившим в состав сомалийской провинции Тогдер в качестве округа Буходле, одноимённая столица которого являлась одновременно столицей региона Айн и временной столицей всего SSC. Каждый регион делился на округа.
Округа Айна:
- Округ Баллиад (Ballicad)
- Округ Маркаан (Marqaan)
- Округ Уидвид (Widh-Widh)

Округа Санага:
- Округ Бадан (Badhan)
- Округ Бураан (Buraan)
- Округ Дахар (Dharar)
- Округ Ласкорай (Laasqorey)
- Округ Миндигал (Mindigale)
- Округ Фики-Фулие (Fiqi Fuliye)
- Округ Хабар-Широ (Xabar Shiiro)
- Округ Хабаш-Уакл (Xabasha Wacle)
- Округ Хадафтимо (Hadaaftimo)
- Округ Хингалол (Xingalool)
- Округ Эль-Бух (Ceelbuh)
- Округ Эригабо (Ceerigaabo)

Округа Сула:
- Округ Айнабо (Caynaba)
- Округ Боам (Boocame)
- Округ Калабайд (Kalabaydh)
- Округ Ласъанод (Laascaanood)
- Округ Талех (Taleex)
- Округ Худун (Xudun)
- Округ Ягори (Yagoori)